# Christoph Columbus (Roman)

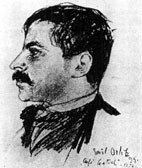
Jakob Wassermann
(* 1873; † 1934)

Christoph Columbus. Der Don Quichote des Ozeans ist eine Biographie von Jakob Wassermann, die 1929 erschien.

## Biographie
Häufig wird der Vergleich von Columbus mit Don Quichote dem spanischen Schriftsteller und Diplomat Salvador de Madariaga zugesprochen. Madariaga hat aber 1940 sein Vida del muy magnífico señor don Cristóbal Colón veröffentlicht. Der Vergleich Columbus/Don Quichote muss also älter sein, da Wassermanns Buch 1929 veröffentlicht wurde, vielleicht war er eine originelle Idee von Wassermann, dessen Biographie des Almirante als Quelle für Madariagas Buch dienen würde.
Eine Zahl in runden Klammern verweist auf die Seite in der Quelle.

### Der Plan
- Das Gold

Christoph Columbus
(* 1451; † 1506)

Der Plan heißt: Columbus will von Palos, einem ehemaligen, kleinen iberischen Atlantikhafen aus, zunächst zu den Kanarischen Inseln und von dort immer westwärts segelnd, auf direktem Wege „Qui(n)say“ erreichen, wie man im Bordbuch seiner 1. Reise im Eintrag zum 21. Oktober nachlesen kann. „Quinsay“ (Schreibweise bei Marco Polo: „Quin-sai“) ist die heutige Großstadt Hangzhou südwestlich des heutigen Shanghai in China.
Am 21. Oktober glaubte Kolumbus sich südlich von Cipango = Japan (andere Schreibweise: Zipangu) zu befinden und schrieb: „Jedoch habe ich mich entschlossen, das Festland und die Stadt Qui(n)say aufzusuchen. Dort werde ich dem großen Khan die Briefe Eurer Majestät überreichen, um eine Antwort ersuchen und damit zurückzukehren.“
Im Mittelalter hatten europäische Asienreisende – wie Marco Polo – den Weg ostwärts über die eurasische Landmasse genommen. Columbus besaß eine mit vielen eigenen Notizen versehene Abschrift von Marco Polos Reisebericht „Il Milione“. Die Abschrift wird heute in einem Museum in Sevilla aufbewahrt. Marco Polo schreibt: „Auf der Insel Zipangu gibt es ungeheure Mengen von Gold...“ Zur Finanzierung der enormen Reisekosten war es notwendig, dass die angestrebten Ziele für die Geldgeber so interessant waren, dass auch ein materieller Gewinn mit dem Handel von Gewürzen und Edelmetallen in Aussicht stand.
- Die Kugel

Ptolemäos (*87; † 150) hatte im Almagest bereits an der Schwelle zur Spätantike den Europäern das Weltbild der Griechen überliefert: Die Erde ist kugelförmig. Zwar behauptet Columbus, die Erde gleiche mehr einer Birne – nach dem Stiel hin – als einer Kugel (143), aber für seine Idee laufen Birne oder Kugel auf ein und dasselbe hinaus: China und Zipangu müssen auf dem westlichen Seeweg erreichbar sein. Ein Hafen an der portugiesischen Küste wäre ein geeigneter Startpunkt.
- Der Irrtum

Wo aber nimmt Columbus den Mut zur Fahrt ins Ungewisse her? Sein Landsmann und Zeitgenosse Toscanelli hatte Ptolemäos' Theorie von der Kugelgestalt der Erde „präzisiert“: Die eurasische Landmasse erstrecke sich über 230 Längengrade (31). Also, rechnet Columbus, erstreckt sich der direkte westliche Seeweg nur über 130 Längengrade. Aus dieser Rechnung und aus der Erfahrung seiner vorher gemachten Seereisen nimmt Columbus seinen Mut, dass mit westlichen Winden die Hinreise und mit östlichen Winden auf dem Breitengrad der Azoren eine Rückreise mit den damaligen Segelschiffen möglich sei.
Toscanelli aber hatte sich geirrt. Ein Blick auf den heutigen Globus zeigt, der direkte Weg von den Kanarischen Inseln (Gran Canaria: 16°W) nach Westen beträgt nach Hangzhou (122°E = 238°W): 238°W -16°W = 222° westliche Längengrade (und nicht 130). Aber das weiß in der zweiten Hälfte des 15. Jahrhunderts noch niemand. Was die vorherrschenden Windrichtungen auf den gewählten Reiserouten angeht, hat sich Columbus nicht geirrt! Noch heute starten Segelschiffe auf den Kanarischen Inseln und segeln mit östlichen Winden nach Westen und mit westlichen Winden über die Azoren wieder zurück.

### Portugal
Christoph Columbus wurde nach Jakob Wassermann zwischen 1436 und 1446 in Genua geboren (19). Nach Wassermann ist Columbus frühestens 1477 nach Portugal gekommen (32), und ein Großteil der Vita des italienischen Seefahrers vor 1477 sei Legende. Columbus heiratet die adlige Portugiesin Donna Filippa Muniz di Perestrello. In der Ehe wird Diego geboren. Wahrscheinlich verschafft die Familie Perestrello Columbus Zugang zum königlichen Hofe. König Joan gewährt dem Italiener Audienz (35). Columbus legt seine Pläne vor.
Nach einiger Zeit verlässt Columbus den portugiesischen Hof und flieht nach Spanien. Vermutlich ist ein Vertrauensbruch König Joans die Ursache. Es wird gemunkelt, Joan ließ heimlich einen Kapitän mit den Plänen des Columbus westwärts lossegeln. Stürmische See versperrte den Weg. Der Kapitän kehrte unverrichteter Dinge um.

### Spanien

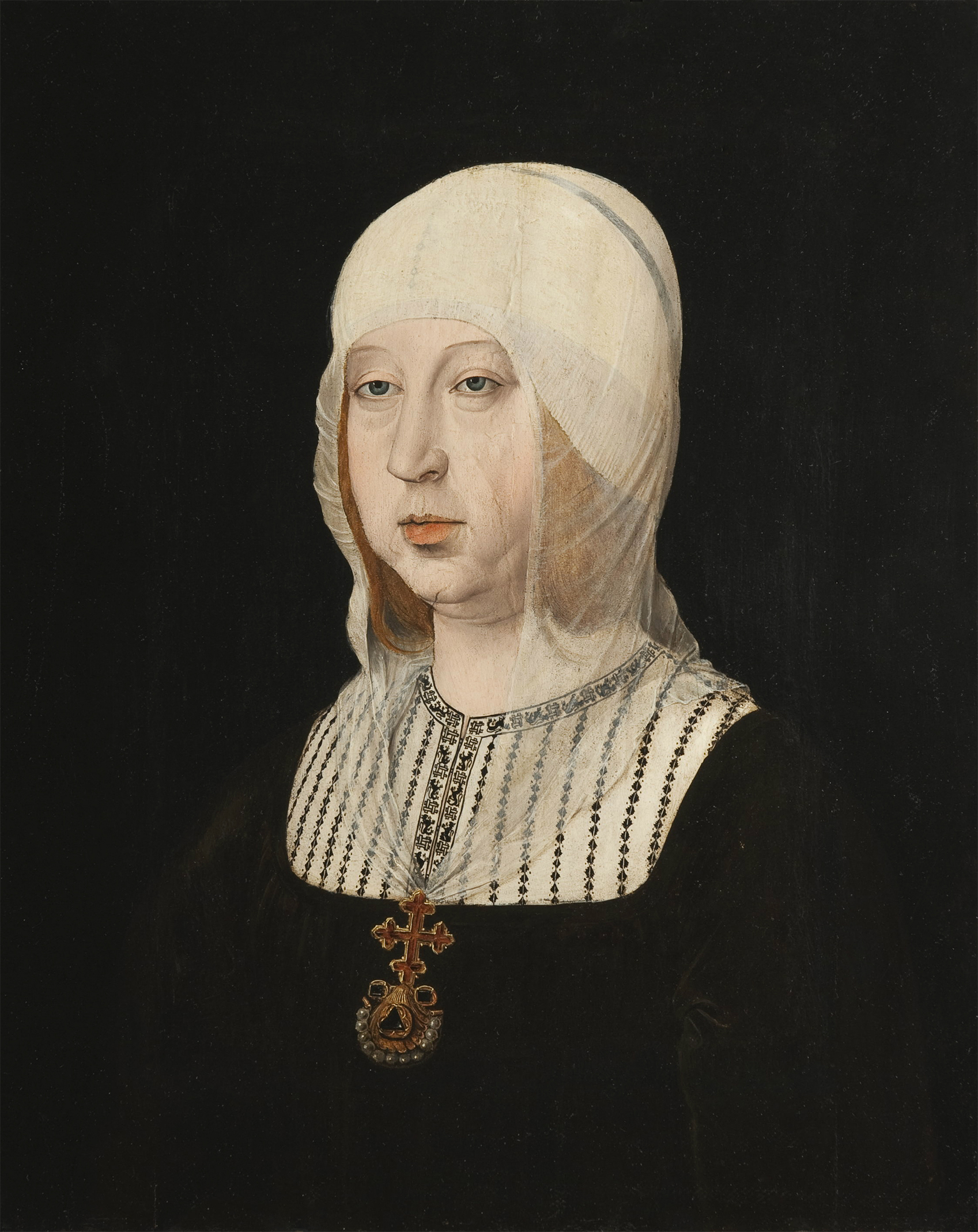
Isabella I. von Kastilien
(* 1451; † 1504)

Columbus nennt sich in Spanien Cristóbal Colón und kommt im Franziskanerkloster La Rábida unter. Der dortige Prior Juan Perez, ehemals Beichtvater der Königin, ermutigt Columbus, sein Glück bei Isabella zu versuchen (36). Columbus dringt zunächst zur spanischen Regierung (37) vor. Die beruft als Sachverständigen u. a. Alonso Pinzon. Die Sachverständigen halten den Plan für ausführbar und geben Columbus ein Empfehlungsschreiben an Hernando de Talavera, den jetzigen Beichtvater der Königin Isabella, mit.
- Bittgänge und wahnwitzige Forderungen (40)

Die Königin hört Columbus zu und beruft eine Junta. Diese tritt Ende 1486 zusammen. Die kirchlichen Würdenträger in der Junta sind gegen Columbus. Der genuesische Fremdling, durch König Joans Betrügerei vorsichtig geworden, deckt die Karten in Spanien nicht mehr auf. Als nach der Junta auch noch eine andere Ratsversammlung den Plan des Columbus verwirft, glaubt Königin Isabella immer noch an den Bittsteller. Isabella hofft, Columbus wird indisches Gold bringen. Das will die Königin zur Eroberung des Heiligen Grabes verwenden (48).
Columbus verliebt sich in Doña Beatriz Henriquez. Aus der Liebesbeziehung geht 1488 der uneheliche Sohn Hernando Colón hervor.
Ein Ereignis im Dezember 1491 kommt dem Bittsteller zu Hilfe. Spanien ist frei von den Sarazenen. Denn der maurische König Mohamed Boabdil wurde in Granada ausgehungert. Hernando de Talavera wird Erzbischof von Granada und muss wider Willen auf Befehl von Isabella mit Columbus verhandeln. Die überspannten Forderungen des Columbus hören sich lächerlich an: Vizekönig will er werden über alle entdeckten Gebiete und noch Admiral des Weltmeers dazu. Ein Zehntel von den erbeuteten Schätzen und Gütern beansprucht dieser Italiener. Bei Hofe erregen die unerhörten Forderungen ärgerliches Staunen und Hohn. Trotzdem hat Columbus noch als Fürsprecher den Erzbischof von Toledo Alonzo de Quintanilla, den Schatzkanzler Santangel und den Marquise de Moya, einen Freund der Königin Isabella.

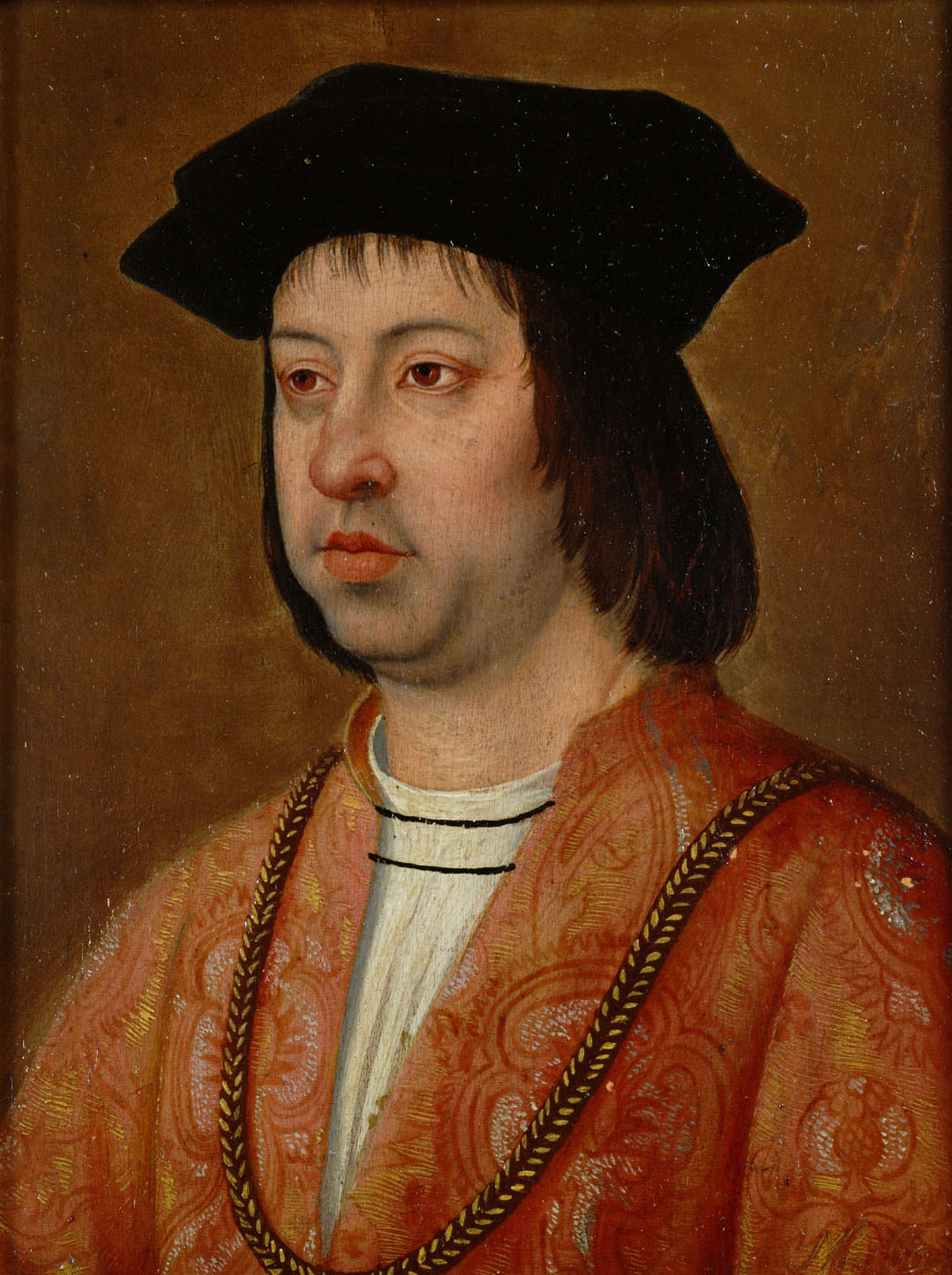
Ferdinand II. von Aragón
(* 1452; † 1516)

Am 17. April 1492 erhält Columbus vom spanischen König Ferdinand II. und der Königin Isabella einen Vertrag, in dem alle seine Bedingungen akzeptiert werden und er vorab den Titel Don führen darf.

### Die erste Fahrt
- Reise ins Ungewisse

Am Morgen des 3. August 1492 sticht Columbus mit seiner Flottille vom andalusischen Hafen Palos de la Frontera (58) in See. 120 Mann befinden sich an Bord der drei Schiffe. Kapitän der Caravelle Pinta ist Alonso Pinzon. Das zweite Schiff, die Niña, führt Alonso Pinzons Bruder Vincente Yañez. Das Flaggschiff, die Nao Santa Maria, befehligt der Admiral des Weltmeers selber. Juan de la Cosa, einer der Besitzer der Santa Maria, nimmt an der Reise auf seinem Schiff als Mastmeister teil. Weil die meisten Matrosen aus Furcht vor der Fahrt ins Ungewisse nicht angeheuert haben, besteht die Mannschaft laut königlicher Ordre aus Zuchthäuslern. Zudem sind die drei Schiffe alt und schlecht ausgerüstet (64). Als das Steuerruder der Pinta bricht, muss die Flottille Lanzerot anlaufen.
Die darauf folgende Fahrt in die unbekannte Wasserwüste hinein kann Jakob Wassermann nicht zweifelsfrei rekonstruieren. Einerseits soll Columbus, beeinflusst von der abergläubischen Besatzung, wankelmütig geworden sein und an Umkehr gedacht haben. Andererseits soll es für Columbus das Wort Umkehr nicht gegeben haben. Meuterisches Schiffsvolk will den Admiral in der nächsten Nacht, wenn er wieder, berauscht von den Sternen, auf dem Deck steht, ins Meer werfen, denn die Reise nimmt kein Ende und die Vorräte schrumpfen.
- Die Entdeckung

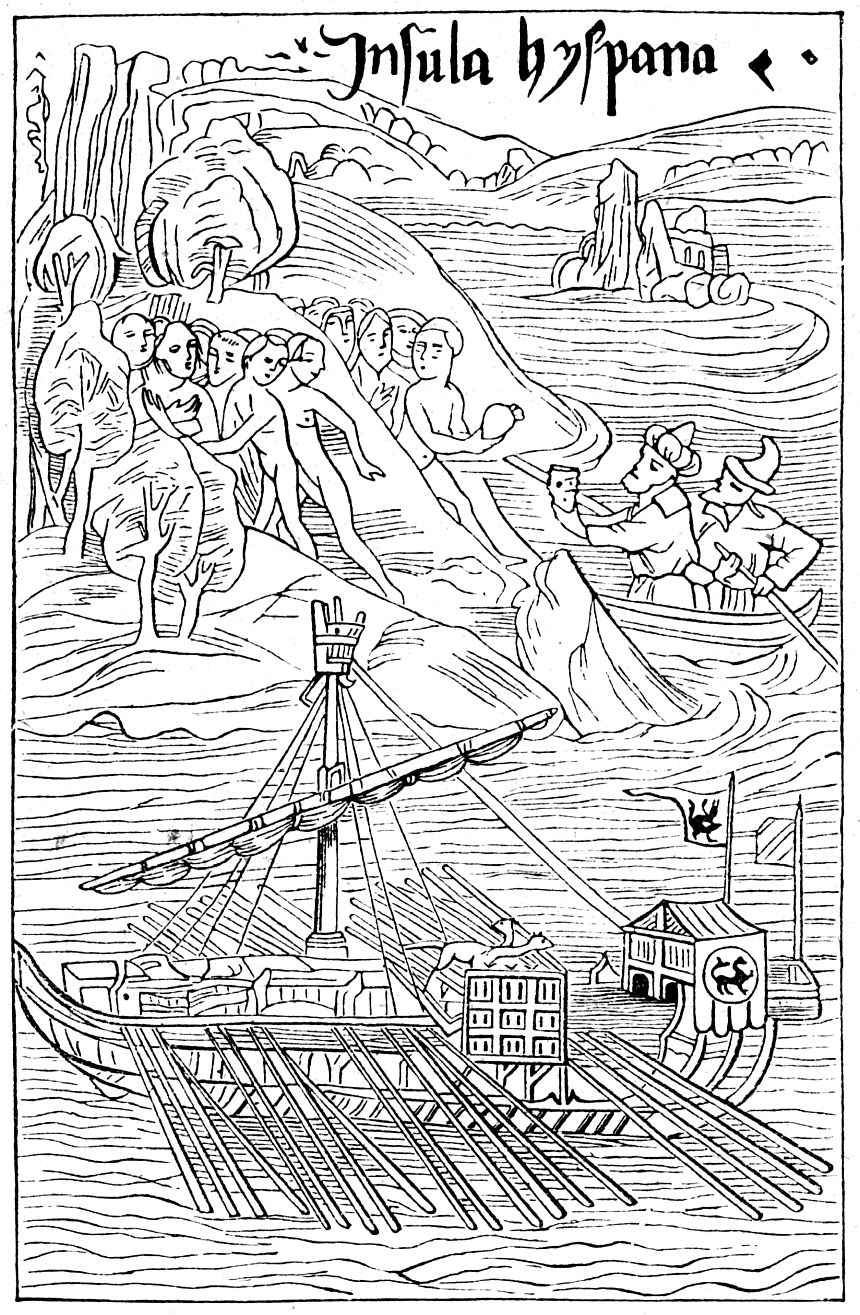
Columbus landet auf Guanahani

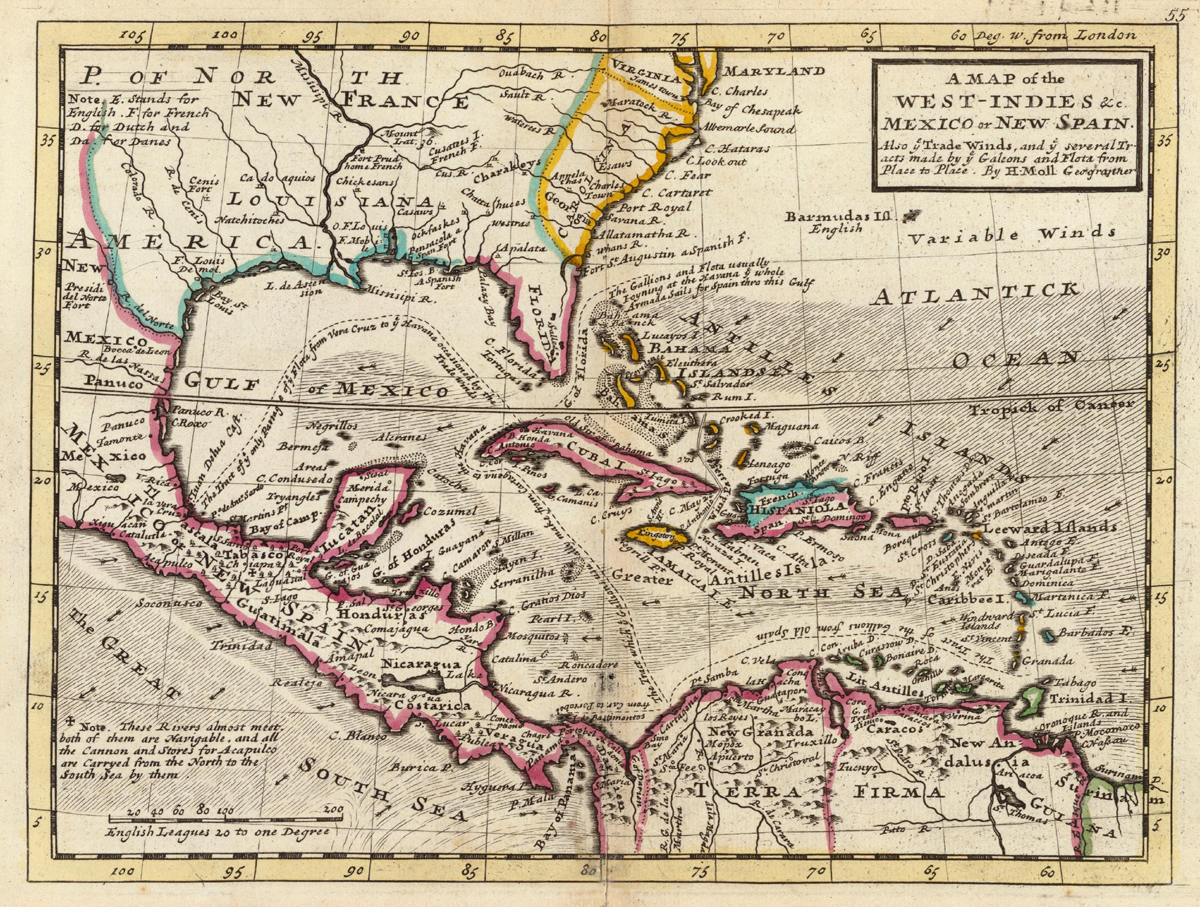
Westindische Inseln

Doch am 12. Oktober 1492 geht Columbus endlich auf der Insel Guanahani, die zu den Bahamas gehört, an Land. Die Bahamas sind Teil der Westindischen Inseln in der Karibik. Jakob Wassermann schreibt: Schwerlich hat irgendein Sterblicher jemals einen erhabeneren Augenblick erlebt als Columbus (73). Er zieht sein Schwert und entfaltet das kastilische Banner. Die Mannschaft muss ihm als Vizekönig den Treueid leisten (74). Die Insel nennt Columbus San Salvador (der Erlöser, also Gott) und die Ureinwohner Indios, weil er überzeugt ist, sich in Indien zu befinden. Da der neue Vizekönig auf seiner Insel keine Goldberge vorfindet, wendet er sich weiter und entdeckt eine Insel, die er Santa Maria de la Concepcion (die Mutter Gottes) nennt. Die nächsten Inseln nennt Columbus dann folgerichtig nach seinen Majestäten Fernandina und Isabella. Die Indios erblicken in den Spaniern Halbgötter.
Auf Haiti wird Columbus von einem Kaziken mit einem handgroßen Stück Gold beschenkt (80). Columbus ist ab dem Zeitpunkt auf der Suche nach den Goldminen (81). Der große Entdecker nennt Haiti Española – die Spanische (84), preist das paradiesische Eiland und segelt weiter nach Baracoa auf Cuba.
Der Admiral rüstet schließlich zur Heimreise auf der Niña. Sein Flaggschiff war durch eine Unachtsamkeit der Besatzung auf Grund gelaufen. Columbus muss einen Teil der Besatzung auf Española zurücklassen. Die 38 zurückgelassenen Kolonisten stehen unter dem Schutz des Kaziken Guacamari (88), einem „Freund“ des Columbus und werden die Stadt Navidad erbauen, die erste Ansiedlung der Europäer in Amerika (91).
Am 4. Januar 1493 segelt Columbus ostwärts los. Sturm kommt während der Heimfahrt auf. Columbus, kleinmütig geworden, soll gelobt haben, nach glücklicher Landung eine Pilgerfahrt nach Santa Maria de Guadalupe zu machen (91). Im März 1493 läuft Columbus mit zerrissenen Segeln und durchlöcherten Wanten in den portugiesischen Hafen Cascaes an der Tejo-Mündung ein (92).
- Triumphale Rückkehr

Am 15. März 1493 landet Columbus vor Palos am Rio Tinto. Das spanische Herrscherpaar hält sich in Barcelona auf. Der Weg des Columbus dorthin wird ein Triumphzug. Indios mit Kopfschmuck aus Vogelfedern (94) begleiten ihn. Das Königspaar begrüßt Columbus als Vizekönig der Neuen Welt. Die Auszeichnung lässt den Entdecker erstarren vor Glück (95). Columbus bringt Batatas, Yamswurzel, Pfeffer, Yukawurzel, Korn, Bohnen, Bananen, Baumwolle, Tabak, Mastixharz, Kokosnuss, Kürbis, Palmöl und Gold mit (96). Der Triumph ruft Neider auf den Plan.
Spanien will sich von Papst Alexander VI. mit den neu entdeckten Ländern belehnen lassen und schickt von dem „indischen“ Gold nach Rom. Damit werden Gesimse der Kirche Santa Maria Maggiore vergoldet. König Joan hält nicht still. Im Vertrag von Tordesillas teilt der Papst die Welt in eine spanische und eine portugiesische Einflusssphäre.

### Die zweite Fahrt
Geld muss her für die nächste Ausfahrt in die Neue Welt. Die spanische Krone will die indischen Angelegenheiten forcieren und nimmt eine Anleihe beim Herzog von Medina-Sidonia. Ein Geschwader von siebzehn Fahrzeugen, wieder schlecht ausgerüstet, wieder mit undisziplinierter Besatzung, sticht am 23. September 1493 (104) von Cadix aus in See. Edelleute, darunter der junge Alonso Ojeda, wagen das Abenteuer. Mitte November erreicht Columbus La Navidad. Alle 38 Kolonisten sind inzwischen erschlagen worden. Die Mitschuld des Kaziken Guacamari an dem Mord steht für Columbus fest.
Im Umgang miteinander ist man auch künftig nicht zimperlich. Indianischen Dieben schneiden die Spanier Nase und Ohren ab. Die Indios überzeugen sich ihrerseits, dass die Spanier doch keine Götter sind. Ein Spanier wird im Fluss so lange getaucht, bis er sich nicht mehr rührt (125). Die Spanier hetzen fliehende Indios mit Bluthunden (127).
Wenn schon dem König Ferdinand noch nicht genügend Gold geliefert werden kann, so schickt der Atelandato Bartolomé, der tatkräftige und politisch begabte Bruder des Columbus (122), eine Schiffsladung indianischer Arbeitssklaven nach der anderen in Richtung Spanien.
Gold muss gefunden werden. Von Española aus begibt sich Columbus im April 1494 auf die Suche nach dem Gold der Indios und entdeckt Jamaika. Darauf wendet er sich gen Cuba. Alle 80 Expeditionsteilnehmer müssen schriftlich beeiden, dass sie Asien erreicht haben und keine Insel (133).
Als Columbus wieder nach Spanien heimkehrt, werden keine Tücher mehr geschwenkt. Seine Seeleute schleichen als zerlumpte Bettler durch die Gassen von Sevilla... vom Fieber geplagt, sehen aus wie Gespenster (135). Der Vizekönig des ozeanischen Reiches hat nichts zu bieten als Jammerberichte. Columbus wird verlacht. In dieser Situation fordert er vom spanischen König das Recht, nur er allein dürfe im indischen Meer Entdeckungen machen. König Ferdinand gewährt das Privileg.

### Die dritte Fahrt
Auch bei der dritten Ausfahrt besteht die Besatzung aus Zuchthäuslern, denen erst auf hoher See die Fesseln abgenommen werden. Im Juli 1498 setzt Columbus auf der Tierra di Gracia zum ersten Mal den Fuß auf den amerikanischen Kontinent (142) und erklärt das Land für eine Insel. An der Orinoko-Mündung möchte Columbus erklären, weshalb der Fluss sein Süßwasser so weit in den Ozean schiebt: Der Orinoko komme aus dem Paradies (143). Warum steuerte Columbus so weit südlich? Antwort gibt der Humanist Petrus Martyr von Anghiera, Zeitgenosse des Admirals: Gen Süd! Wer Reichtümer finden will, darf nicht in die kalten Regionen des Nordens gehen (144).
Als Columbus Ende August 1498 auf seine geliebte Insel Española zurückkehrt, muss er sich einer spanischen Verschwörung gegen die Herrschaft der Brüder Colón erwehren. Die spanischen Gegner des Columbus sammeln auch nach der Verschwörung weiter eifrig Material gegen den Admiral. Ferdinand II. schickt schließlich Franzisco Bobadilla. Der Commendator landet am 29. August 1500 in San Domingo. Mit der Herrschaft des Columbus ist es aus. Der neue Mann legt ein Beglaubigungsschreiben des Königs vor. Columbus wird von Bobadillas Söldnern ergriffen und schließlich in Ketten nach Spanien gebracht.
Königin Isabella setzt sich für Columbus ein. Der König zeigt sich anstandshalber überrascht (164). Columbus wird halbherzig rehabilitiert, bleibt jedoch entmachtet.

### Die vierte Fahrt
Columbus wird von seinem Bruder Bartolomé und seinem dreizehnjährigen Sohn Hernando begleitet. Hunger, Seuchen, grausig endlose Stürme, quälende Hitze, Schiffbrüche, Zersetzung aller Disziplin, Verrat von allen Seiten und verzweifelter Hass aller gegen alle machen die Expedition zu einer wahren Höllenfahrt (173). Columbus soll nach Asien vordringen, ohne auf Española Anker zu werfen (174). Er segelt entlang des mittelamerikanischen Festlandes, passiert Nicaragua und Costa Rica. Immer wieder werden Indios eingefangen, um sie als Wegweiser zu benutzen. Auf der vergeblichen Suche nach dem Wasserweg nach Asien ankert Columbus Anfang Januar 1503 an der Küste von Veragua an der Landenge von Panama. Der Bruder Bartolomé will Columbus überreden, die Goldsuche aufzugeben und stattdessen die üppige Fruchtbarkeit des Landes zu nutzen. Der Kolonisierungsversuch scheitert an der Feindseligkeit der dort beheimateten Indios, die die Spanier zunächst gewähren ließen. Columbus gelingt die Flucht Ende April 1503, und er strandet auf Jamaika. Dort liegt er krank im Wrack seines Schiffes. Die Indios liefern nur widerwillig Vorräte. Der Admiral nutzt sein Wissen um eine totale Mondfinsternis aus dem Kalender des Regiomontan, schauspielert am 29. Februar 1504 zur passenden Zeit den entsetzten Indios Kontakt zu seinem allmächtigen Gott vor und macht sie durch diesen Trick gefügig. Inzwischen erreicht ein Expeditionsteilnehmer auf einem Nachen Española und holt Hilfe. Auf seiner geliebten Insel Española, deren gewaltige Urwälder und kristallene Luft er noch ein letztes Mal so sehr bewundert, darf sich Columbus mit Bobadillas Duldung drei Monate ausruhen, bevor er auf dem defektesten Schiff, das man hatte auftreiben können, nach Spanien fahren muss (203).

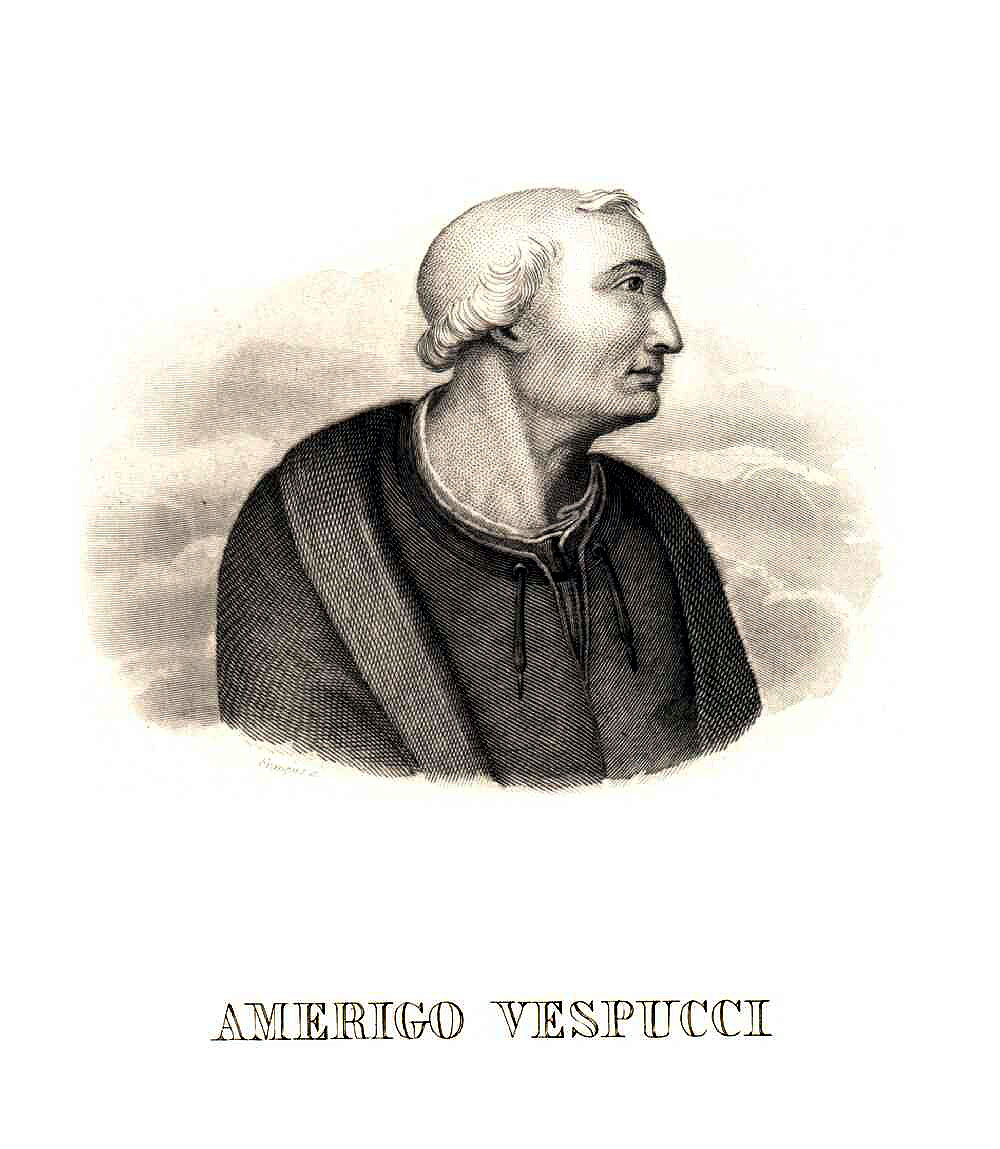
Amerigo Vespucci
(* 1451; † 1512)

### Besuch
Am 5. Februar 1505 wird Columbus von Amerigo Vespucci besucht. Bereits anno 1500 hatte Lionardo da Vinci die indische Hypothese für falsch erklärt (212). Es war errechnet worden, dass Asien auf dem westlichen Wege Tausende von Seemeilen weiter entfernt lag, als von Columbus angenommen. Der Besucher verschweigt diese Argumente. Er ist ein Weltmann, er weiß, was sich ziemt, er beugt sich vor dem furchtlosen Bemeisterer des Ozeans. Vespucci achtet den Irrtum, der etwas Großartiges und Erschütterndes hat.
Columbus stirbt am 20. Mai 1506, dem Tag vor Christi Himmelfahrt. Der große Entdecker wird zu Valladolid bestattet.

## Demontage
In der Biographie wird eine Kultfigur demontiert. Jakob Wassermann lässt kaum eine Gelegenheit aus, um das makellose Kolumbus-Bild im Kopf des Lesers zu beschädigen. Der Autor führt negative Charaktereigenschaften und Verhaltensweisen des großen Seefahrers an.
- Geringe Menschenkenntnis (86).
- Vollkommene Ohnmacht bei der Bestrafung von Desertion (87).
- Eine unverzeihliche Dummheit (93) nach der ersten Reise sei es, in Portugal zu landen. Damit beleidige Columbus die Spanier.
- Columbus war ein phantastischer Schwärmer und sollte ein Gebieter... sein (129).
- Auserwähltheits- und Gottesbotenwahn (176).
- Columbus spricht nach seiner vierten Fahrt in Spanien die Sprache eines cholerischen, zänkischen alten Mannes (206).
- Maßlose Erwartungen treiben Columbus in die geifernde Würdelosigkeit (208).

Columbus – der vorweggenommene Don Quichote
- Von 1487 bis 1492 bittet Columbus am spanischen Hofe um die Ausführung seines Plans. Eine Schar Schmarotzer heftet sich an seine Fersen und verlacht ihn hinter seinem Rücken. Unbeirrt geht Columbus erhobenen Hauptes seinen Weg. Welch ein Tor! Was für eine Größe! (53)
- Dem Columbus wird berichtet, auf seiner Insel Española seien verschüttete Goldgruben gefunden (134) worden. Der Admiral begibt sich an den Fundort, sinnt und erklärt, Española sei das Ophir der Alten.
- Nach seiner dritten Fahrt schreibt Columbus 1501 – arm, verlassen und amtlos – in Sevilla sein religiös-mystizistisches Buch der Weissagungen (168). Er verschließt die Augen vor der Tatsache, daß der Florentiner Vespucci inzwischen auf ein ungeheures Festland gestoßen ist, das unmöglich Asien sein kann (170).

Trotz allem ist Jakob Wassermann ein Bewunderer des Columbus, wenn er einschätzt: Der Irrtum war das Zeugende (212).

## Zitate
Jakob Wassermann zitiert Kolumbus
- Zum Umgang mit dem Schiffsvolk: Ich bin nicht schmeichlerisch von Worten, vielmehr gelte ich für rauh (67).
- Zur ersten Begegnung mit den Indianern: Ich erkannte, daß es Leute seien, die sich eher durch Sanftmut und Überzeugung als durch Gewalt zu unserem heiligen Glauben bekehren lassen würden, und gab darum einigen von ihnen Glasperlen... (75)
- Nach der ersten Heimreise: Der Sturm, den wir erlebten, war so heftig, daß wir uns für verloren erachteten (92).
- Nachdem Bobadilla, Kreatur des Königs, Columbus hat in Ketten legen lassen: Wo keine Liebe ist, da hört alles auf (163).

## Geschichtsschreiber
Jakob Wassermann nennt Autoren, die über die Reisen des Kolumbus und die Neue Welt geschrieben haben.
- Hernando Colón und Bischof Las Casas geben 1536 die Schiffstagebücher des Columbus heraus.
- Oviedo (70) habe kritiklos unsichere Tatsachen zusammengestellt.
- Cabeza de Vaca schreibt über die Ureinwohner des heutigen Florida und Texas (108).

## Sekundärliteratur
- Margarita Pazi in: Gunter E. Grimm, Frank Rainer Max (Hrsg.): Deutsche Dichter. Leben und Werk deutschsprachiger Autoren. Band 7: Vom Beginn bis zur Mitte des 20. Jahrhunderts. S. 40–46. Stuttgart 1991, ISBN 3-15-008617-5.
- Rudolf Koester: Jakob Wassermann. Berlin 1996, ISBN 3-371-00384-1.
- Gero von Wilpert: Lexikon der Weltliteratur. Deutsche Autoren A – Z. S. 651. Stuttgart 2004, ISBN 3-520-83704-8.

## Quelle
- Jakob Wassermann: Christoph Columbus. Der Don Quichote des Ozeans. Eine Biographie. München 2006. 216 Seiten. ISBN 3-423-13451-8

## Belege
1. ↑  Robert H. Fuson (Hrsg.): „Das Logbuch des Christoph Kolumbus. Die authentischen Aufzeichnungen des großen Entdeckers.“, Gustav Lübbe Verlag GmbH, Bergisch Gladbach 1989, ISBN 3-404-64089-6, S. 156
2. ↑  Heinrich Pleticha: „Christoph Kolumbus. Der Beginn der Neuzeit.“, Manfred Pawlak Verlag, Herrsching 1987, S. 14
3. ↑  Diario de a bordo del primer viaje de Cristóbal Colón, spanisch, abgerufen am 25. Oktober 2012
4. ↑  Pierre Marc, Stano Dusík: „Marco Polos wunderbare Reisen.“, bohem press, Zürich Kiel Wien 1992, ISBN 3-85581-242-X, S. 97